# Children of the World (canção)
Chidren of the World é um single dos Bee Gees de 1976 e lançado no álbum de mesmo nome no mesmo ano.
Na época de seu lançamento a canção foi um dos maiores sucessos da música disco sendo superado apenas por You Should Be Dancing, também dos Bee Gees.